# BRIT Awards 2015
Die BRIT Awards 2015 wurden am 25. Februar 2015 in der Londoner O2 Arena verliehen. Die Moderation übernahm das britische Moderatoren-Duo Ant & Dec.
Erfolgreichste Künstler mit zwei gewonnenen Preisen waren Ed Sheeran und Sam Smith. Die meisten Nominierungen mit sechs Stück hatte ebenfalls Sam Smith.

## Liveauftritte

### The Brits Are Coming: Nominations Launch Party
Reggie Yates moderierte die Nominierungsshow am 15. Januar 2015 in den ITV Studios in London.
| Künstler                 | Lieder              |
| ------------------------ | ------------------- |
| Jessie Ware              | You and I (Forever) |
| Clean Bandit Jess Glynne | Real Love Rather Be |
| FKA Twigs                | Hide Pendulum       |
| James Bay                | Let It Go           |

### Hauptshow
| Artist       | Song                         |
| ------------ | ---------------------------- |
| Taylor Swift | Blank Space                  |
| Sam Smith    | Lay Me Down                  |
| Royal Blood  | Figure It Out                |
| Ed Sheeran   | Bloodstream                  |
| Kanye West   | All Day                      |
| Take That    | Let in the Sun               |
| George Ezra  | Budapest                     |
| Paloma Faith | Only Love Can Hurt Like This |
| Madonna      | Living for Love              |

Madonna beendete als Stargast die Verleihung. Dabei passierte ihr ein Missgeschick. Als ihre Tänzer ihr das Cape ausziehen wollten, stürzte die Künstlerin mehrere Treppenstufen hinunter. Die Künstlerin blieb unverletzt.

## Gewinner und Nominierungen
Die Nominierungen wurden am 15. Januar 2015 im Rahmen einer Fernsehshow namens The Brits Are Coming verkündet.
| British Male Solo Artist (präsentiert von Orlando Bloom und Rita Ora) | British Female Solo Artist (präsentiert von Mark Ronson) |
| --- | --- |
| - Ed Sheeran - Damon Albarn - George Ezra - Paolo Nutini - Sam Smith | - Paloma Faith - Ella Henderson - FKA Twigs - Jessie Ware - Lily Allen |
| British Breakthrough Act (präsentiert von Fearne Cotton und Charli XCX) | British Group (präsentiert von Jimmy Page) |
| - Sam Smith - Chvrches - FKA Twigs - George Ezra - Royal Blood | - Royal Blood - Alt-J - Clean Bandit - Coldplay - One Direction |
| British Single of the Year (präsentiert von Lisa Snowdon und Lionel Richie) | British Album of the Year (präsentiert von Russell Crowe) |
| - Mark Ronson feat. Bruno Mars – Uptown Funk - Calvin Harris – Summer - Clean Bandit feat. Jess Glynne – Rather Be - Duke Dumont feat. Jax Jones – I Got You - Ed Sheeran – Thinking Out Loud - Ella Henderson – Ghost - George Ezra – Budapest - Route 94 feat. Jess Glynne – My Love - Sam Smith – Stay with Me - Sigma – Nobody to Love | - Ed Sheeran – × - Alt-J – This Is All Yours - George Ezra – Wanted on Voyage - Royal Blood – Royal Blood - Sam Smith – In the Lonely Hour |
| International Male Solo Artist (präsentiert von Cara Delevingne) | International Female Solo Artist (präsentiert von Lewis Hamilton und Ellie Goulding) |
| - Pharrell Williams - Beck - Hozier - Jack White - John Legend | - Taylor Swift - Beyoncé - Lana Del Rey - Sia - St. Vincent |
| International Group (präsentiert von John Bishop) | British Video (präsentiert von Jimmy Carr und Karlie Kloss) |
| - Foo Fighters - 5 Seconds of Summer - Black Keys - First Aid Kit - The War on Drugs | - One Direction – You & I - Calvin Harris – Summer - Charli XCX – Boom Clap - Duke Dumont feat. Jax Jones – I Got U - Ed Sheeran – Thinking Out Loud - Mark Ronson feat. Bruno Mars – Uptown Funk - Rita Ora – I Will Never Let You Down - Route 94 feat. Jess Glynne – My Love - Sam Smith – Stay with Me - Sigma – Nobody to Love |
| Critics’ Choice | British Producer of the Year |
| - James Bay - George the Poet - Years & Years | - Paul Epworth - Alison Goldfrapp & Will Gregory - Flood - Jake Gosling |
| Global Success (präsentiert von Kim Kardashian) | |
| - Sam Smith | |